# Renault Austral
O Renault Austral é um SUV crossover do segmento C fabricado e comercializado pela Renault. Foi revelado em março de 2022 como sucessor do Kadjar e construído na plataforma CMF-CD de terceira geração. Foi exibido publicamente pela primeira vez no Salão do Automóvel de Paris de 2022. A produção começou em julho de 2022 na Espanha, na fábrica de Palência.
Seus derivados incluem o Renault Espace de sexta geração, uma versão familiar de longa distância entre eixos do Renault Austral com três fileiras de assentos, e o Renault Rafale, um SUV cupê. Os três veículos estão compartilhando 75 por cento de suas peças.

## Visão geral
O nome "Austral" é derivado da palavra em latim "australis" e é uma marca registrada desde 2005.
O Austral carrega o novo logotipo de inspiração retrô, as luzes de LED são na assinatura C-Shape da Renault, enquanto o cockpit é na forma de um "L" totalmente digital, para "cercar o motorista". Uma longa faixa de LED se junta ao logotipo em ambos os lados da porta traseira. O Austral adota o novo design da Renault, chamado Sensual Tech.
Segundo Agneta Dahlgren, diretora de projetos de design da Renault, "o resultado é materializado pela combinação de formas generosas, ombros curvos, laterais salientes e a integração de sutis detalhes técnicos, como faróis de alta tecnologia, que reforçam sua identidade de design".
O painel do Austral, chamado OpenR, é amplamente inspirado no do Megane E-Tech, mas o layout foi ligeiramente revisado.

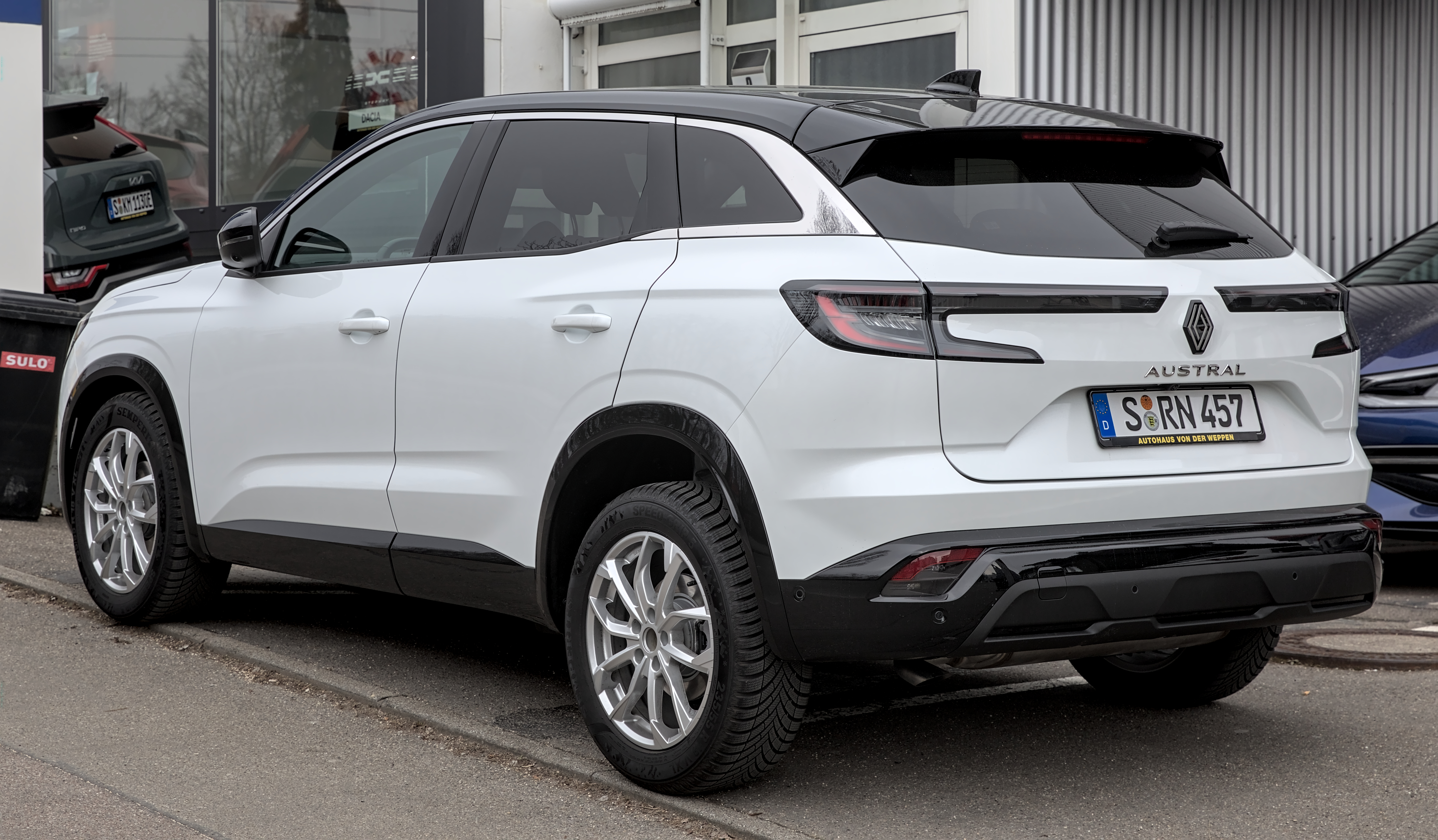
Vista traseira
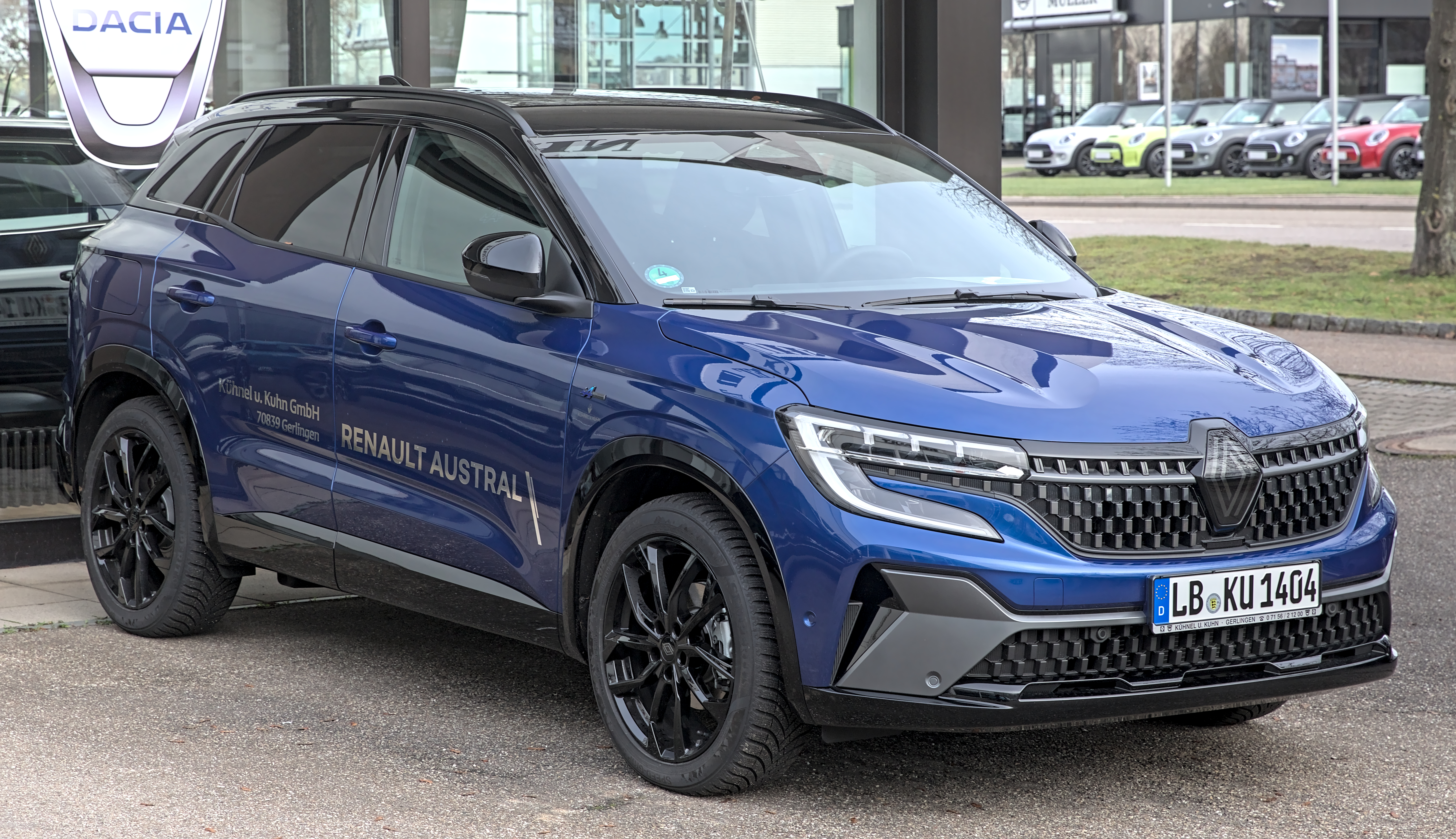
Austral Esprit Alpine
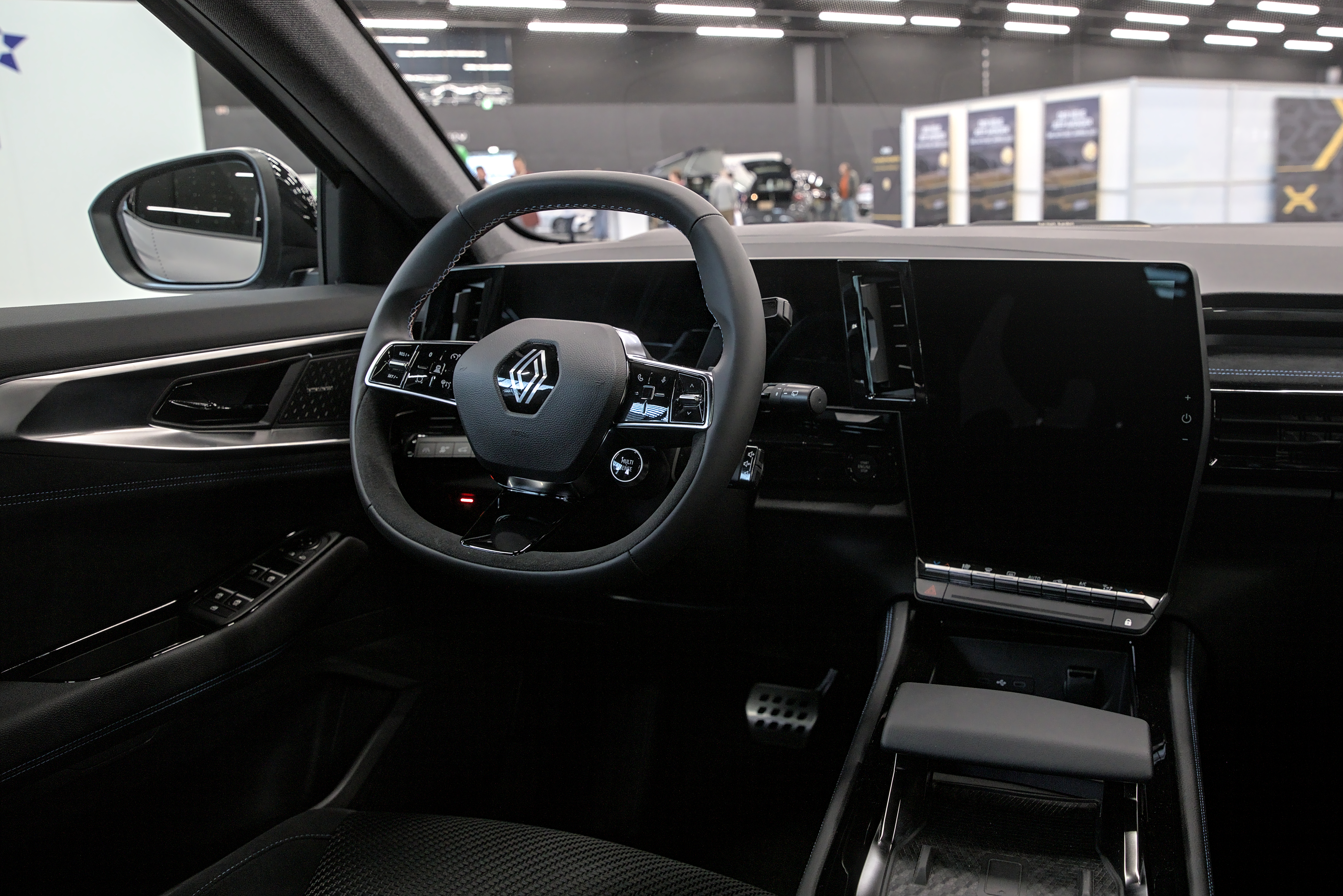
Interior

## Modelos relacionados

### Renault Espace

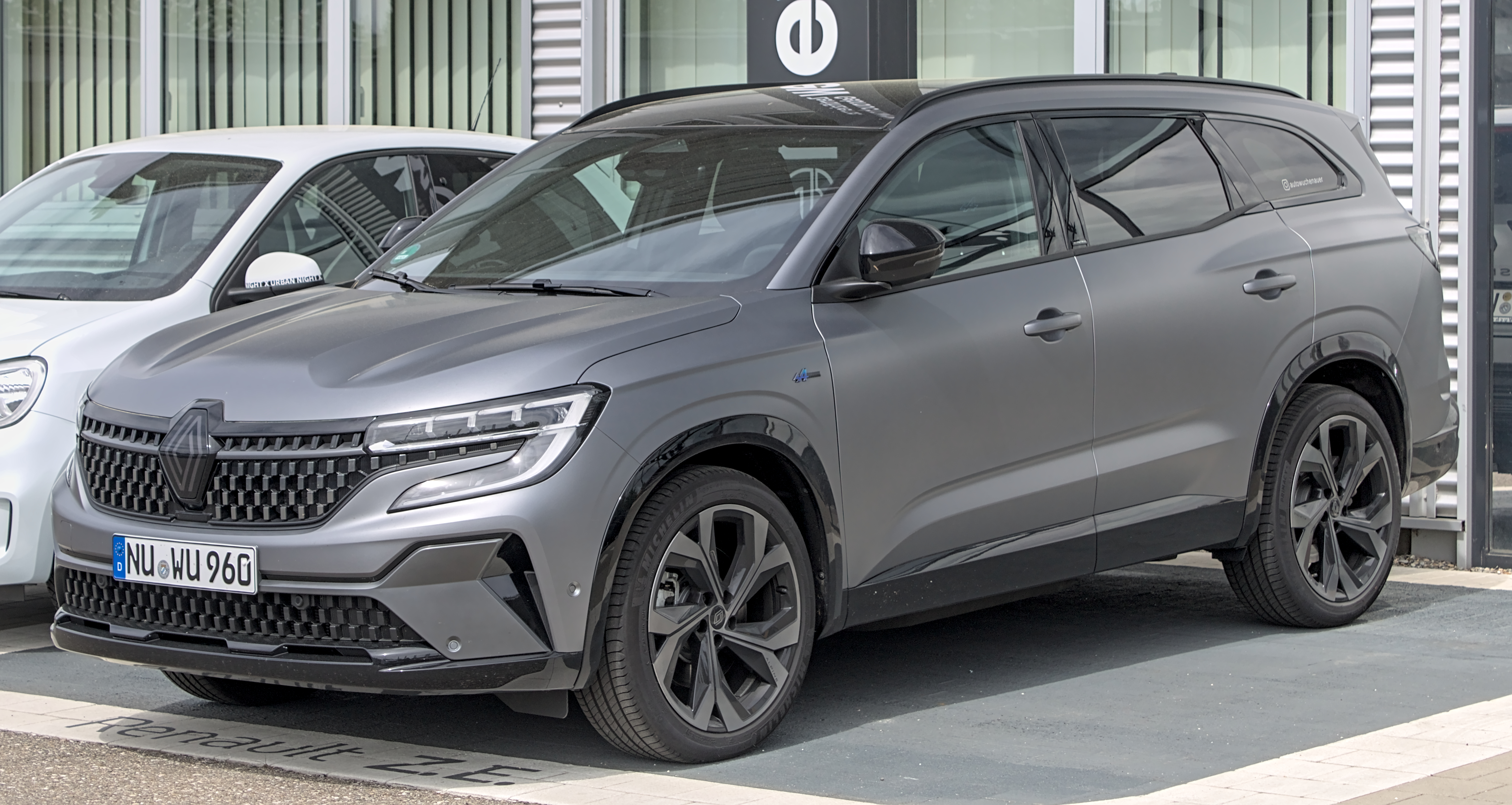
Renault Espace

Revelado em 28 de março de 2023, o Espace de sexta geração é fortemente baseado no Austral, compartilhando a maioria dos painéis da carroceria, incluindo a parte frontal.
Ele apresenta uma distância entre eixos estendida e está disponível em versões de cinco e sete lugares. É 140 mm mais curto em comprimento e 215 kg mais leve do que a geração anterior.

### Renault Rafale

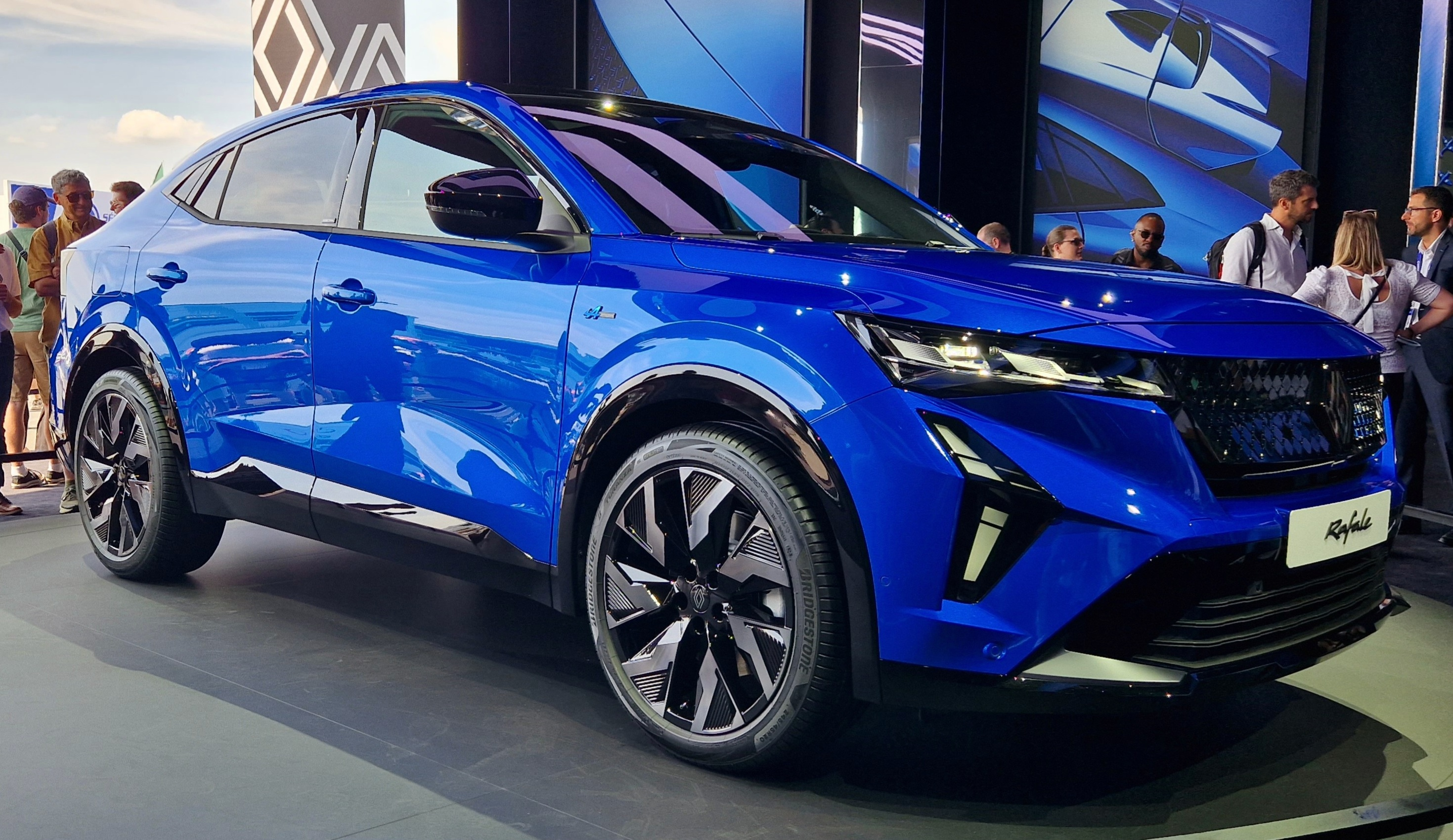
Renault Rafale

O Rafale (codinome DHN) é um SUV cupê revelado em 18 de junho de 2023 no 54º Show Aéreo de Paris, em Le Bourget.
Ao compartilhar os fundamentos do CMF-CD com seus equivalentes Austral e Espace, ele apresenta um design distinto com painéis de carroceria exclusivos, sendo o primeiro veículo de produção da marca projetado inteiramente de acordo com a nova linguagem visual escrita por Gilles Vidal.
O Rafale recebeu o nome do monoplano C.460 Rafale introduzido em 1934 pela empresa de aviação Caudron-Renault, embora o nome também tenha sido usado mais recentemente no caça Dassault Rafale. O carro recebeu um novo trem de força híbrido plug-in com 304 PS e tração nas quatro rodas ao instalar um motor elétrico na traseira.

## Prêmios
O Renault Austral recebeu o troféu Autobest 2023, concedido por um júri de 31 países europeus.